# دانيلو موريرا سيرانو
دانيلو موريرا سيرانو (19 أغسطس 1980 في البرازيل - ) هو لاعب كرة قدم برازيلي في مركز الدفاع. لعب مع نادي أكاديميكا كويمبرا ونادي جوفنتودي ونادي غواراني ونادي فورتاليزا ونادي كوريتيبا ونادي هبوعيل بئر السبع وWuhan Optics Valley F.C. ‏ ونادي ميراسول.

## وصلات خارجية
- دانيلو موريرا سيرانو على موقع قاعدة بيانات كرة القدم.إي يو (الإنجليزية)

1. ↑   https://www.transfermarkt.com/transfermarkt/profil/spieler/18869. {{استشهاد ويب}}: |url= بحاجة لعنوان (مساعدة) والوسيط |title= غير موجود أو فارغ (من ويكي بيانات) (مساعدة)